# Johann Heinrich Frommann
Johann Heinrich Frommann (* 19. Oktober 1729 in Göppingen, Herzogtum Württemberg; † 15. Januar 1775 in Tübingen, Herzogtum Württemberg) war ein deutscher Philosoph, Theologe und Staatswissenschaftler und von 1766 bis zu seinem Tode 1775 Professor für Philosophie und Staatslehre an der Eberhard Karls Universität Tübingen. Zuvor hatte er von 1756 bis 1765 den ersten Lehrstuhl für Logik, Metaphysik und Moral an der 1755 gegründeten Lomonossow-Universität in Moskau inne. Als einer der wenigen deutschen Gelehrten trat er nach seiner Lehrtätigkeit in Moskau die Heimreise an und begründete anschließend ab 1766 in Tübingen anhand seiner akademischen Vorlesungen und Schriften über Russland die universitäre Russlandkunde im deutschsprachigen Raum.

## Kindheit und Jugend

### Familie
Johann Heinrich Frommann wurde am 19. Oktober 1729 in Göppingen geboren und stammte aus einer bekannten Tübinger Professorenfamilie. Sein Großvater Johann Ulrich Frommann (1669–1715) war seit 1711 ebenfalls Professor der Theologie gewesen. Sein gleichnamiger Vater, Johann Ulrich Frommann (1705–1758) schlug hingegen die militärische Laufbahn ein – etwas eher Außergewöhnliches für einen Professorensohn in Altwürttemberg – und brachte es bis zum Oberstleutnant bei den Truppen des Schwäbischen Kreises. 1729 heiratete er Maria Susanna Offterdinger (1704–1766) aus Göppingen. J. H. Frommann gehörte von Geburt an jener altwürttembergischen Honoratiorenschicht an, die Schlüsselstellen im Beamtentum, der Kirche und der Lehre im Herzogtum Württemberg besaßen. Landeskinder solcher Herkunft im Württemberg des 18. Jahrhunderts genossen durch dieses soziale Kapital eine vornehmliche Ausbildung.

### Schulbildung in den württembergischen Klosterschulen
Frommann besuchte zunächst die Schule in Göppingen, wo ihn der Göppinger Pfarrer Ernst Christian Duvernoy unterrichtete. Als angehender Theologe bezog er am 16. Oktober 1742 den Bestimmungen gemäß ab einem Mindestalter von 12 Jahren zunächst die niedere Klosterschule in Blaubeuren. Dort übte sich Frommann nach bestandenem Landesexamen an ersten wissenschaftlichen Ausarbeitungen und Exegesen.
Im Jahr 1744 rückte Frommann, wie üblich nach zweijähriger Unterrichtung, von der sogenannten secunda, der Klosterschule in Blaubeuren, an die sogenannte prima, der Klosterschule nach Bebenhausen. Nach vierjährigem Kurs hatte er die Universitätsreife erlangt. Die Klosterordnung von 1582 sah jedoch vor, dass das Bakkalaureat bereits von der Klosterschule aus erworben werden konnte. Das heißt, die Klosterschüler der Abgangsstufe wurden für gewöhnlich an der Universität eingeschrieben – um den akademischen Gepflogenheiten zu genügen – absolvierten das Bakkalaureat allerdings weiterhin in der Klosterschule.

### Studium im Tübinger Stift
Im Jahr 1744 wurde Frommann an der Universität Tübingen immatrikuliert. Als ersten akademischen Grad erwarb er, vermutlich von Bebenhausen aus, den Bakkalaureus und fand wohl im gleichen Jahr die Aufnahme in das Stipendium Theologicum, das berühmte Evangelische Stift. In Tübingen existierten im 18. Jahrhundert drei hochrangige Bildungsinstitutionen: Das Herzogliche Stipendium, die eigentliche Universität Tübingen und das Collegium Illustre, eine Ritterakademie zur Erziehung des württembergischen Adels. Mit der Ausbildung im Tübinger Stift war für Frommann schließlich der Pfarrerstand vorgesehen.
Wie für die theologische Ausbildung jener Zeit zudem üblich, absolvierte Frommann nun das philosophische Grundstudium und besuchte unter anderem Vorlesungen von Georg Wolfgang Krafft, der durch die Vermittlung Georg Bernhard Bilfingers von 1727 bis 1744 als ordentliches Mitglied der Akademie in St. Petersburg dort Mathematik lehrte. Im Jahre 1748 verteidigte Frommann erfolgreich seine Dissertation De phialis vitreis ab injecto Silice dissientibus unter dem Vorsitz von G. W. Krafft und schloss im selben Jahr mit dem Magister ab. Sein Talent blieb auch am Stuttgarter Hof nicht unbemerkt und er wurde anlässlich des Geburtstages des Herzogs Carl Eugen von Württemberg 1748 nach Stuttgart eingeladen, um dort vor dem Herzog und der versammelten württembergischen Elite eine Lobrede zu halten. Dies geht aus dem Einladungsschreiben von Simon Friedrich Rueß, ebenfalls ehemaliger „Stiftler“ und ordentlicher Professor für Geschichte und Rhetorik in Tübingen, hervor.
Im Anschluss daran nahm Frommann im Jahr 1748 das theologische Studium an der Universität Tübingen auf und im Dezember 1751 wurde er schließlich vom hiesigen Konsistorium examiniert. Unter dem Vorsitz von Israel Gottlieb Canz konnte er seine Dissertation De humanae vitae termino neque casui neque fato obnoxio, eine theologische Arbeit, die den Gottesglauben im Kapital Hiob im Rahmen einer Exegese untersuchte, verteidigen: „Ingenium bonum, quod graviter excolit; mores boni, disputavit nuper“, also „Gute Begabung, die er strebsam vervollkommnete; gute Sitten, er disputierte kürzlich“.

### Studienreisen
Aufgrund sehr guter Studienleistungen unternahm Frommann im nächsten Jahr Reisen durch Oberschwaben, Teile Bayerns und nach Tirol. Am 18. Mai 1753 wurde er zum Repetenten im Evangelischen Stift ernannt. Dieses Amt übte er nur wenige Monate aus, da er bereits im September desselben Jahres vom herzoglich-württembergischen Kammerherrn Moritz Friedrich von Milkau auserwählt wurde, ihn auf eine Reise nach Italien zu begleiten. Am 27. September 1753 trat die württembergische Entourage zunächst über Ulm und Augsburg ihre Reise mit dem Ziel Rom an. Die Reise ging schließlich über Mailand im Jahre 1754 wieder zurück nach Tübingen. Dort wartete Frommanns Anstellung als Repetent im Evangelischen Stift.

## Lehrtätigkeit an der Universität Moskau

### Ruf nach Moskau
Seiner Anstellung als Repetent sollte Johann Heinrich Frommann nur für kurze Zeit nachgehen. Im November teilte er der Universität und dem Konsistorium in Stuttgart mit, er habe einen Ruf als Professor der Philosophie an die neugegründete Lomonossow-Universität Moskau erhalten. Aus einem Brief vom November 1755, den Frommann an den Herzog Carl Eugen persönlich adressierte, geht hervor, dass „man zu der in Moscau auszurüstenden Universität die meisten Professores in Russland, und besonders in Eurer Hochfürstlichen Durchlaucht Landen suchet, so wurde auch ich in dieu Moscua des großen und kaiserlich-russischen Kammerherren von Schouwallov erfragt, ob ich mich gebrauche, bey dieser Anstallt die Stelle eines Professoris moralium zu bekleiden, so erklärte ich mich hierauf, ohne Eure Höchstfürstliche Durchlaucht gnädigste Erlaubnis mich da nicht unterstehen dürfte, in der seinen Dienste zu gehen.“ Als Theologen der Universität hatten sich Stipendiaten der Klosterschulen, wie Frommann, ebenfalls von Beginn ihrer Ausbildung an verpflichten müssen, ihre Dienste allein theologischen Studien sowie künftige Dienste allein der Kirche des Landes zu widmen. Zwar mussten Gelehrte, die diese Bestimmung nicht einhielten, einen (meist mäßigen) Kostenersatz leisten, doch wurde dies weniger als Einschränkung gesehen. Theologen, die sich in auswärtige Dienste begaben, baten in der Regel um regressus in patriam, also um das Recht auf Rückkehr in den württembergischen Kirchendienst.
Auf Frommanns Gesuch meinte das Konsistorium, dies könne ihm erlaubt werden, doch mit der Auflage, die Theologie nicht hintenanzusetzen, damit er seinem Vaterlande „nicht nur auf einerley Weiße brauchbar seye“. Aus dem offiziellen Abgangszeugnis der Universität Tübingen, das im Jahr 1755 handschriftlich in Latein angefertigt wurde, geht hervor, dass „praenobilissimus atque amplissimus Dr. Johannes Henricus Frommann Philosophiae Doctor […] quod hic floret, Seminarii Repetens, ab Augustissima Russorum Imperatrice ad Professoris Philosophia munus in Universitate Moscuae erigenda […]“, also dass „der vortreffliche und bedeutsame Dr. J. H. Frommann, Repetent des Evangelischen Stifts, höchstes Ansehen genießt und von der russischen Zarin herbeigerufen worden ist, um im Dienst des Professors der Philosophie die Universität Moskau mit aufzubauen.“ Weiterhin ist zu entnehmen, dass Frommann acht Jahre die eigenen Bildungseinrichtungen besuchte, sich unter den Kommilitonen stets behauptete und durch seine Italienreise hervorstach. Er sei nicht nur von so leuchtender Begabung und vorbildhafter Erziehung, sondern auch durch gottesfürchtiges und ehrliches Verhalten von allen im Amte gutgeheißen worden. Ferner sprach der Dekan seine höchsten Empfehlungen in die entfernte Region mit dem Vermerk aus, dass Frommann stets mit Wohlwollen in Tübingen aufgenommen werde.

### Reise und Ankunft in Moskau
Im April 1756 machte sich Frommann zunächst nach Stuttgart auf, wo ihn Herzog Carl Eugen zur Entlassung um eine Audienz gebeten hatte. Seine Reise nach Moskau gestaltete er ähnlich pragmatisch wie die Reisen zuvor. An jeder wichtigen Stadt und bedeutenden Universität traf er sich mit hohen Beamten und Gelehrten. Über Heilbronn, Mannheim und Frankfurt führte ihn der Weg an die Universität nach Marburg, an der zuvor Michail Wassiljewitsch Lomonossow studiert hatte, und weiter nach Kassel. Schließlich führte ihn die Reise über Hamburg, nach Travemünde. Dort ging er an Bord eines Passagierschiffes und erreichte am 28. Mai 1756 St. Petersburg. An der Petersburger Akademie wurde Frommann vom Kurator der Universität Moskau, Iwan Iwanowitsch Schuwalow sowie den dort bereits forschenden Wissenschaftlern Michail Wassiljewitsch Lomonossow, Gerhard Friedrich Müller und Johann Ernst Zeiher feierlich empfangen. Die Ehre einer Audienz bei Kaiserin Elisabeth im Peterhof wurde ihm ebenfalls zuteil. Auf dem Weg nach Moskau reiste er über Nowgorod und die Stadt Twer.
An der Universität Moskau angekommen, hielt Frommann schließlich im Sommer 1756 anlässlich seiner Amtseinführung seine Inauguralrede De Utilitati philosophiae practicae per omnes Conditiones humanae Partes, also einen Vortrag über den Nutzen praktischer Philosophie für das alltägliche Leben, und begann anschließend seine Lehrtätigkeit.
Frommann gilt damit gemeinhin als der erste Professor der 1755 gegründeten Lomonossow-Universität am noch jungen Lehrstuhl für Logik, Metaphysik, und Praktische Philosophie.
Die Universität Moskau bestand aus einer juristischen, einer medizinischen und einer philosophischen Fakultät. Die insgesamt zehn Lehrstühle der Universität Moskau wurden durch jeweils einen Professor besetzt. Entgegen dem europäischen Modell sah Moskau keine theologische Fakultät vor, was für den Historiker Michael Schippan einen starken Ausdruck eines säkularisierten Staates jener Zeit darstellt.

### Lehrtätigkeit in Moskau
Frommann beschäftigte sich in Moskau vorwiegend mit der Lehre. Aus seinen persönlichen Quellen kann hierzu entnommen werden, dass er „[…] erudiendam perfeciedamque juventutem conatus ita per decennium secundavit, ut patriae jam quingente […]“, also „die Unterrichtung und vollkommene Ausbildung von Jugendlichen über fast ein Jahrzehnt so sehr gefördert hat, wie bereits in der Heimat [...].“
Die Universität Moskau ließ Lehrfreiheit, wie sie die zeitgenössischen Professoren etwa aus deutschen Universitäten kannten, kaum zu. Dies lag vor allem an deren autokratischen Strukturen mit vorbestimmten Hierarchien. Der Kurator als staatlich beauftragte Einzelleitung agierte von St. Petersburg aus und unterstand direkt den russischen Zaren. Die sogenannte Universitätskonferenz, bestehend aus drei Professoren und drei Assistenten, hatte lediglich eine beratende Funktion und setzte vorwiegend kuratorische Verfügungen um. Somit verfügte der jeweilige Kurator über die Lehrfreiheit der Professoren. Den Professoren in Moskau wurde etwa von Anfang an das Recht abgesprochen, einen Rektor aus ihren Reihen zu wählen.
Die sprachlichen Barrieren erschwerten die Kommunikation zusätzlich. Es fehlte den russischen Studenten anfangs nicht nur Sprachkenntnisse in Latein, sondern auch in Deutsch und Französisch. Die wenigsten Professoren hingegen sprachen ausreichend Russisch. Manche Professoren boten zwar Deutschkurse an, alles in allem befanden sich Pioniere wie Frommann ganz zu Beginn in Moskau in keiner einfachen Situation.

### Heimreise nach Tübingen
Im Jahr 1763 hatte Frommann einen Brief von Herzog Carl Eugen empfangen, der ihn als Professor Publicus Extraordinarius der Philosophie in Tübingen vorgesehen hatte. In einem französisch verfassten Schreiben vom 15. Juli 1763 bat ein gewisser „Jean Henry Frommann“ darum, wieder in die Dienste der Universität Tübingen aufgenommen zu werden, und übersandte ein lateinisches Dienstzeugnis der Universität Moskau, das sich bis heute im Tübinger Universitätsarchiv erhalten hat. Am 8. Oktober des Jahres ernannte ihn Herzog Carl Eugen darauf zum Professor der Philosophie der Universität Tübingen. Die Anstellung in Moskau hatte sich demnach vorteilhaft auf Frommanns akademische Karriere ausgewirkt.
Seinem Moskauer Dienstzeugnis ist zu entnehmen, dass „kein Zweifel an der Ehrbarkeit des hervorragenden und bedeutsamen Professor J. H. Frommann, Publicus Ordinarius für Logik, Metaphysik und Moral, bestehe.“ Wie bereits im Abgangszeugnis der Universität Tübingen stellte auch Kurator Iwan Schuwalow Frommann eine sehr gute Dienstbescheinigung aus. „Mit körperlicher Unversehrtheit hat er dienstbereit den Posten des Professoris in dieser segenstiftenden Universität ausgeführt und hat sich sowohl bei allen seinen Vorgesetzten, als auch bei den Lernenden, stets nicht nur als hervorragender Dozent, sondern wahrhaftig auch anhand persönlicher Weisheit bewährt.“ Ferner wird Frommann als veritatis defensor bezeichnet, also als der Verteidiger der Wahrheit, der beim Aufstellen von Hypothesen stets ein maßvoller Lehrer russischer Sitten und zugleich sich selbst durch seine hohe Vernunft ein tugendhaftes Vorbild war. Zusätzlich habe er sich niemals gegen die Universität gewendet und spendete ihr im Gegenteil den größten Nutzen.
Am 21. August 1765 hatte Frommann von Kaiserin Katharina II. in St. Petersburg die Erlaubnis zur Heimreise bekommen. Auch dieses Dokument ist im lateinischen Original, ausgestellt von Wassili Jewdokimowitsch Adodurow, dem Kurator der Universität Moskau, erhalten. Im Auftrag von Kaiserin Katharina II. wurden Frommann nochmals seine insgesamt neun Dienstjahre und seine Anstellung als Professor an der Moskauer Universität bestätigt. Ebenfalls geht aus diesem Schriftstück hervor, dass sein Dienstvertrag im Jahr 1764 offiziell auslief und er „sine detrimento salarii patriam abeundi“, also ohne Verlust des jährlichen Lohnes im Jahr 1765 die Heimreise antreten konnte. Auch gibt es Hinweise auf die Gründe seiner Dienstentlassung: „nunc autem ob suo familiae desiderium & adversam valetudidem licentiam […]“. Neben Heimweh machte ihm auch sein Gesundheitszustand zu schaffen, für den vermutlich das raue Klima in Russland mit den extremen Jahreszeiten verantwortlich war. Mit seinem Entlassungsschreiben war Johann Heinrich Frommann „dimittit, bonis omnibus commendat, et abiturienti felicia quavis ea animo adprecatur“, das heißt „losgelassen und von allen guten Männern empfohlen, um bei seinem Universitätsabgang mit diesem Segen jeden beliebigen (Arbeitgeber) anzusprechen.“ Dies macht auch deutlich, dass die Dienstzeugnisse bereits damals mit offiziellem Charakter ausgestattet waren und für den bestimmten Zweck einer weiteren Bewerbung an Hochschulen, für Privatanstellungen oder gar für Ämter erstellt und ausgegeben wurden.

### Beitrag zur Gründungsgeschichte der Lomonossow-Universität Moskau
Da Frommann der erste Professor der Universität Moskau auf dem Lehrstuhl für Logik, Metaphysik und Moral war und als einer der wenigen Professoren wieder in seine Heimat zurückkehrte, zählen auch seine Entlassungsunterlagen zu den ersten, welche die Universität Moskau ausgestellt hatte. Die Bedeutung dieser Dokumente für die gegenseitige Beziehung der Universitäten Moskau und Tübingen ist daher auch gegenwärtig sehr hoch einzuschätzen und zeigt, dass Frommanns Geschichte nicht nur einen Teil zur Tübinger Universitätsgeschichte beigetragen hat, sondern auch Gründungs-/ und Anfangsgeschichten der ersten Universität in Russland, der Lomonossow-Universität Moskau, enthält.

## Professor in Tübingen
Im Sommer 1765 schrieb Gerhard Friedrich Müller von Petersburg im Rahmen seiner regelmäßigen Korrespondenz mit Anton Friedrich Büsching, dass „Herr Prof. Frommann, der 9 Jahre bei der hiesigen Universität die theoretische und praktische Philosophie gelehrt hat und jetzt nach seinem Vaterlande zurückreiset.“ Schließlich nahm Frommann am 3. Oktober 1765 in St. Petersburg ein Schiff und erreichte nach 16-tägiger Reise, die ihm nach eigenen Angaben durch Sturm und Unwetter gesundheitlich nicht wohl bekam, Lübeck. Über Berlin, Bamberg und Nürnberg erreichte er am 6. Dezember 1765 schließlich seine Heimat Tübingen. Bereits am 6. März 1766 heiratete Johann Heinrich Frommann in Lustnau Tabitha Barbara Hoffmann, Tochter des Daniel Hoffmann, Professor der Medizin in Tübingen, und Witwe des Gottlieb Daniel Faber. Die Ehe blieb kinderlos.
Frommann konnte nicht gleich zu Beginn des Jahres 1766 sein Amt in Tübingen antreten. In der Zwischenzeit hatte es Auseinandersetzungen über die Frage gegeben, ob er, obwohl doch schon Hochschullehrer gewesen, wie „ein ganz neu angehender und noch niemals in officio gestandener Lehrer anfangen“ und eine Inauguraldissertation halten, nach heutigen Begriffen sich demnach erst habilitieren müsse. Er hatte sich damit abzufinden. Seine Disputation hatte das Thema: „Stricturae de Statu scientiarum et artium in imperio Russico“, also „Abriss des Zustands der Wissenschaften und Künste im Russischen Reich“, die er am 16. Oktober 1766 erfolgreich verteidigen konnte.
Nach der Disputation legte er, wie üblich, seinen Amtseid ab. Seine Inauguralrede an der Universität Tübingen hielt er schließlich am 30. Oktober des Jahres, sowie am Tag darauf im Hörsaal der juristischen Fakultät die Rede De benevolentia Imperantium, & applausu, quem scientiis artibusque largiuntur, augmenti illarum fundamento, also über das Wohlwollen kunst- und wissenschaftsmehrender Herrscher und dem Applaus, der ihnen gespendet wird.

## Der frühe Tod
Schon bald nach seiner Rückkehr in Tübingen machten sich gesundheitliche Probleme bemerkbar. Ab 1774 traten bei ihm vermehrt Herzanfälle auf. Dieser sich verschlechternde gesundheitliche Zustand sorgte zum einen für eine eingeschränkte wissenschaftliche Produktivität, zum anderen war er gezwungen, einen abermaligen Ruf der Universität Moskau ablehnen zu müssen. Als Frommann am 8. Januar 1775 eine Vorlesung zum Staatsrecht Dänemarks vorbereitete, wurde er plötzlich durch einen Schlaganfall niedergestreckt und starb am 15. Januar 1775.

## Beginn der universitären Russlandschreibung
Von 1766 bis zu seinem Tode im Jahre 1775 hielt Frommann in der Folge Vorlesungen über Natur- und Völkerrecht, Geschichte der wichtigsten Staaten Europas und praktische Philosophie. Besondere Aufmerksamkeit erregten seine Schriften und Vorlesungen über Russland, in denen er seine fast zehn Jahre Aufenthalt als Hochschullehrer verarbeitete und sein Wissen in Tübingen verbreitete.
In seiner 1766 in Latein verfassten Habilitationsschrift Stricturae de Statu scientiarum et artium in imperio Russico geht Johann Heinrich Frommann auf die russische Geschichte ein und beschreibt den Unterricht in Philosophie, Jurisprudenz und Medizin an der neu gegründeten Universität Moskau. Frommann gewährt der Nachwelt damit nicht nur ein frühes Zeugnis über das Bildungswesen der Lomonossow-Universität, sondern seine Schrift zählt auch zu den frühesten Werken der beginnenden Russlandkunde im 18. Jahrhundert. Für den Historiker Marc Roth gilt diese erste wissenschaftliche Abhandlung über Russland somit als Beginn der universitären Russlandkunde im deutschsprachigen Raum.
In gedruckter Form ist ebenfalls die Vorlesung Von der Einrichtung des Russisch-Kaiserlichen Gesetzbuches aus dem Jahr 1767 erhalten. In Anwesenheit des Herzogs Carl Eugen stellte der ehemalige Moskauer Professor die von Katharina II. zusammengerufene Gesetzgebende Versammlung in Tübingen vor. Frommann betonte hier vor allem das Zweigespann von Naturrechtsgedanke und Vernunft als Legitimation russischer Selbstherrschaft und lieferte seinen Zuhörern einen detaillierten Abriss über die Wahl der Deputierten, die ein neues Gesetzbuch entwerfen sollten. In seiner Rede von den wechselseitigen Vermählungen ausländischer und Russischer Prinzen und Prinzessinnen in vorigen Jahrhunderten, die er abermals in Anwesenheit von Herzog Carl Eugen in Tübingen hielt, verwendete Frommann eine historisch-vergleichende Perspektive und erstellte einen Abriss über die heiratspolitischen Interessen beider Staaten.
Johann Heinrich Frommann kann als Gelehrter betrachtet werden, durch den sehr früh zunächst Wissensgegenstände aus Deutschland nach Russland und später ebenso Wissensgegenstände aus Russland nach Deutschland zirkulieren konnten. Als einer der wenigen deutschen Gelehrten kam er nach seiner Anstellung in Russland wieder in sein Heimatland zurück und begann auf universitärer Ebene seine wissenschaftlichen Erkenntnisse und Erfahrungen zu lehren.